# Sevnica (plaats)
Sevnica (Duits: Lichtenwald) is een plaats in Slovenië en maakt deel uit van de gelijknamige Sloveense gemeente Sevnica in de NUTS-3-regio Spodnjeposavska. De plaats telde 4.533 inwoners op 1 januari 2020.

## Bekende inwoners
- Melania Trump (1970), first lady van de Verenigde Staten